# Limnoria andamanensis
Limnoria andamanensis är en kräftdjursart som beskrevs av Rao och Ganapati 1969. Limnoria andamanensis ingår i släktet Limnoria och familjen borrgråsuggor. Inga underarter finns listade i Catalogue of Life.